# CGCGスタジオ
CGCGスタジオ株式会社（シージーシージースタジオ、英: CGCG Studio Inc.）は、沖縄県沖縄市に本社を置く3DCG制作会社。株式会社ABCアニメーションの完全子会社。

## 概要
2003年に設立された。3DCG映像制作や遊技機開発、コンテンツ開発を行っている。キーフレームアニメーションだけでなく沖縄市ITワークプラザにあるアジア圏最大級のモーションキャプチャースタジオでのキャプチャーによる映像制作も得意としている。
台湾の「CGCG inc.」は関連会社である。CGCGinc.社がCGCGスタジオの設立に深く関わっているため、その段階から協力関係となっている。
2023年10月26日、朝日放送グループのアニメ事業会社であるABCアニメーションが、当社のCG映像制作事業・モーションキャプチャー事業・ゲームコンテンツ開発事業の取得を目的に当社と資本業務提携を締結したことを発表、12月頃に遊技機液晶コンテンツ関係の事業を新設したPSPSスタジオに移管した上で、当該吸収分割の効力発生日に当社の全株式を取得し子会社化した。
朝日放送グループに入ったことからリブランディングを目的として、2025年9月1日付で社名をABCオプテラスタジオ株式会社（ABC OPTAILOR STUDIO INC.）に変更する予定。新社名は「クライアントのイメージを対象のメディアへ最適な形で届ける制作体制と技術力をもつ集団」という姿勢を体現し、「Optimize」（最適化）と「TAILOR」（仕立て屋、高いクオリティ）を組み合わせた造語「OPTAILOR」を由来としている。あわせて新会社の理念として「To create the future, we optimize and tailor your images.（未来に向けて、想いを 最適化し 仕立てる）」を制定している。

## 参加作品

### ビデオゲーム
- ドラゴンクエストX いにしえの竜の伝承 オンライン プロモーション用映像（2014年）
- 第3次スーパーロボット大戦Z 天獄篇（2014年）
- 仮面ライダー バトライド・ウォー（2013年）
- ライトニング リターンズ ファイナルファンタジーXIII（2013年）

### CM
- トヨタ・シエンタ 3DCG制作（2015年）

### テレビアニメ
- シュヴァルツェスマーケン 3DCGI（制作元請：ixtl×LIDENFILMS、2016年）

### Webアニメ
- エデン（共同制作：Qubic Pictures、2021年）
- シン・エヴァンゲリオン劇場版 CGI Studio, Animation Works（制作元請：カラー、2021年）

### 映画
- 苦役列車 製作委員会（2012年）

### パチスロシミュレーター
- 妖怪〆ます（2015年）

## 事業所
東京スタジオ
- 〒169-0075 東京都新宿区高田馬場4丁目40番11号 高田馬場看山ビル4F

沖縄第一スタジオ
- 〒904-2172 沖縄県沖縄市泡瀬3丁目47番10号 沖縄市ITワークプラザ

沖縄第二スタジオ
- 〒904-2162 沖縄県沖縄市海邦2丁目9番35号 中部市町村会館3F